# Potamocypris humilis
Potamocypris humilis är en kräftdjursart som först beskrevs av Georg Ossian Sars 1924. Den ingår i släktet Potamocypris och familjen Cypridopsidae. Arten är inte påträffad i Sverige, men har påträffats sju gånger i landskapet Nyland (Tvärminne) i sydligaste Finland.